# 大浦河 (新沭河)
大浦河，是中国江苏省连云港市，是连云港主要城区防洪排涝骨干河道和排污专道。大浦河南起盐河，北至于大浦闸，入新沭河。全长7.57公里，流域面积122平方公里，河道排洪流量168立方米每秒。